# James Pankow

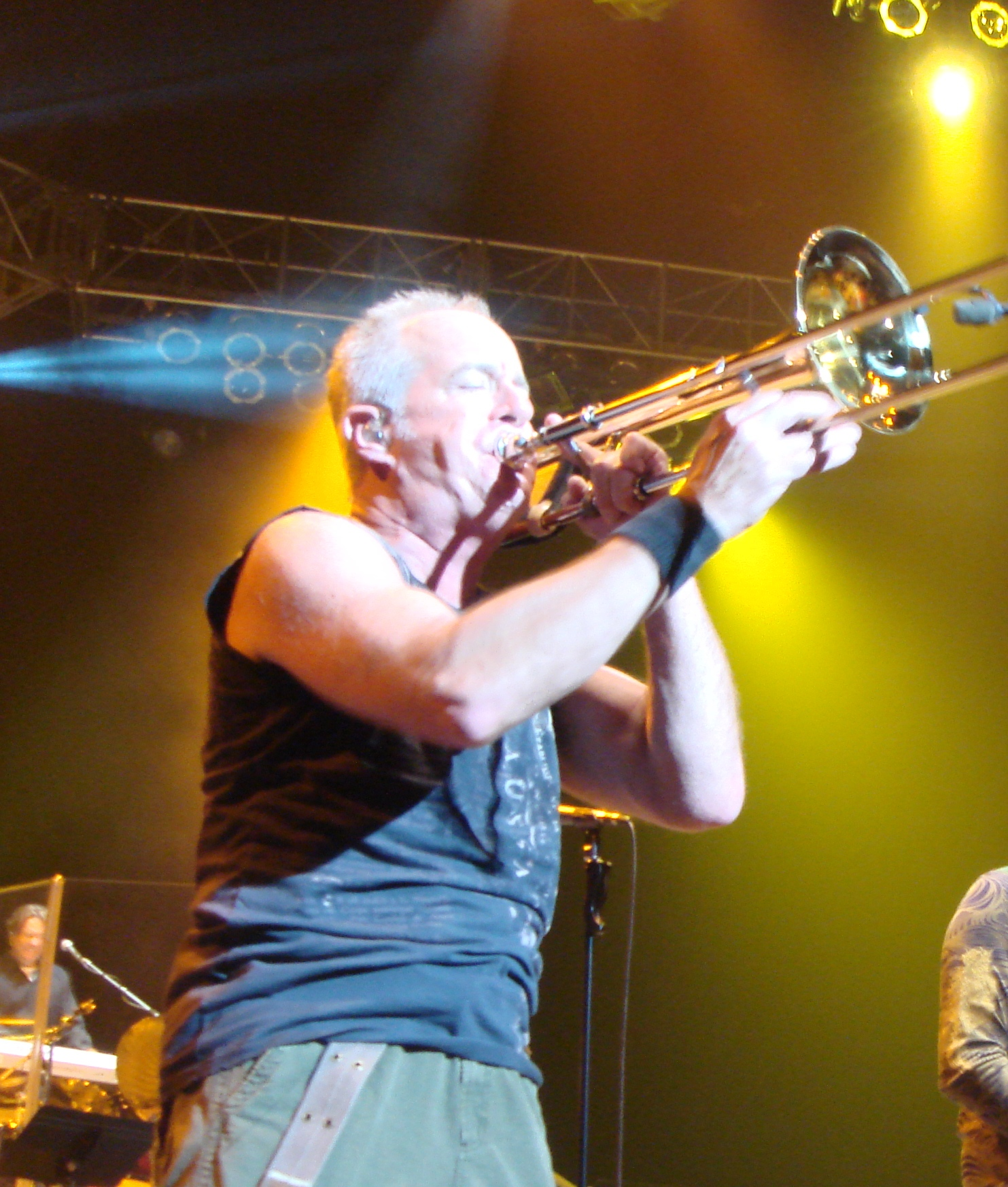
James Pankow tijdens een concert in Phoenix (2008)

James Carter Pankow (Saint Louis (Missouri), 20 augustus 1947) is een Amerikaans trombonist en songschrijver; hij is de oudere broer van acteur John Pankow en werd bekend als een van de oprichters van de band Chicago.

## Biografie

### Vroege jaren
Pankow is van Iers-Duitse afkomst; hij groeide op in een gezin van negen kinderen en verhuisde op achtjarige leeftijd naar Park Ridge, Illinois. Beïnvloed door zijn vader Wayne leerde hij op de basisschool trombonespelen; zijn jongere broer werd later acteur. Pankow kreeg een muziekbeurs en studeerde de bastrombone aan de kunstuniversiteit van Quincy; na afronding van het eerste jaar bracht hij de zomervakantie thuis door en begon hij op te treden met zijn eerste band. Pankow wilde hiermee doorgaan en liet zich overplaatsen naar de DePaul University in Chicago. Hij werd vast lid van het genootschap Phi Mu Alpha Sinfonia.

### Chicago
Met studiegenoot Walter Parazaider (saxofonist) richtte Pankow The Big Thing op; uit deze band kwam Chicago Transit Authority voort. Na het eerste album werd groepsnaam tot Chicago verkort. Pankow heeft als een van de weinige leden alle bezettingswisselingen overleefd en schreef diverse songs voor de band; Make Me Smile, Colour My World (beiden onderdeel van de suite Ballet for a Girl in Buchannon), Just You 'n' Me, (I've Been) Searchin' So Long, Old Days, Alive Again en (samen met zanger/bassist Peter Cetera) Feelin' Stronger Every Day. Pankow arrangeerde ook de meeste blazerspartijen en is in twee nummers als zanger te horen; You Are On My Mind van het album Chicago X uit 1976 (nadat het vergeefs was uitgeprobeerd door de vaste leadzangers) en Till the End of Time van opvolger Chicago XI uit 1977.

### Samenwerking met andere artiesten
De voltallige blazerssectie van Chicago (Pankow, Parazaider en trompettist Lee Loughlane) speelde mee op Celebrate van Three Dog Night uit 1969, en op diverse nummers van het Bee Gees-album Spirits Having Flown uit 1979; dit als tegenprestatie voor de bijdrage die de gebroeders Gibb aan het Chicago-album Hot Streets hadden geleverd. Door het succes van If You Leave Me Now en Baby, What a Big Surprise wilde de platenmaatschappij alleen nog maar ballads van Chicago, en vervulden de blazers gedurende de jaren 80 een ondergeschikte rol. Pankow verleende zijn medewerking aan diverse albums van de rockband Toto waaronder Toto IV uit 1982 (bekroond met een Grammy Award) en Falling in Between uit 2006 waarvoor hij de blazerspartijen schreef en waarop hij meespeelde op het nummer Dying on my Feet.

## Persoonlijk leven
James Pankow is getrouwd met Jeanne Pacelli; ze hebben twee kinderen, Carter (1999) en Lilli (2002). Zijn eerste huwelijk met Karen hield achttien jaar stand en bracht eveneens twee kinderen voort; zoon Jonathan (1981) en dochter Sarah (1986).
- Bibliothèque nationale de France: cb13807196s (data)
- Gemeinsame Normdatei: 1189695154
- International Standard Name Identifier: 0000 0000 8136 0745
- Library of Congress Control Number: no96055304
- MusicBrainz: 70cdb7b1-e9e3-4bf9-b993-3ae3c048f3f7
- Nationale Bibliotheek van Tsjechië: xx0123711
- Virtual International Authority File: 1034149296305980670009